# Tod Browning
Tod Browning, pseudonimo di Charles Albert Browning Jr. (Louisville, 12 luglio 1880 – Hollywood, 6 ottobre 1962), è stato un regista, attore, sceneggiatore, produttore cinematografico e circense statunitense.
Dopo un'adolescenza segnata da avventure circensi divenne ben presto un attore, debuttando in Intolerance (1916) di David W. Griffith. Nell'arco della sua carriera diresse innumerevoli film specializzandosi in pellicole dell'orrore o comunque nei drammi a tinte forti. Tra le sue pellicole più celebri si segnalano Dracula (1931), con Bela Lugosi nei panni del vampiro, e Freaks (1932).

## Biografia

### Anni giovanili
Tod Browning nasce a Louisville, nel Kentucky, secondo figlio di Charles a Lydia Browning. Di famiglia benestante, da ragazzo allestisce spettacoli amatoriali nel cortile sul retro di casa. È affascinato dal circo e dalla vita carnevalesca, all'età di 16 anni scappa di casa per diventare un artista di strada. Cambiato il suo nome in "Tod", viaggia in lungo e in largo con baracconi, carnevali e circhi.
Tra i suoi vari lavori ci sono quello di fare da assistente al "Selvaggio Uomo del Borneo", che include anche il farsi sotterrare vivo, e di recitare come clown con i Fratelli Ringling. L'esperienza circense influenzerà molto il suo lavoro di cineasta. Successivamente recita nel vaudeville come attore, illusionista, ballerino, ecc. Appare accanto al duo Mutt and Jeff e negli spettacoli dei The Lizard and the Coon, nonché nella commedia interamente "di colore", The Wheel of Mirth, al fianco del comico Charles Murray.

### Gli inizi della carriera
Mentre sta lavorando a New York come regista di spettacoli teatrali, incontra il celebre regista cinematografico D. W. Griffith. Browning comincia così a lavorare come attore in alcuni brevi film muti, realizzati da Griffith per la Biograph company. Nel 1913 Griffith lascia la Biograph e si sposta in California. Browning lo segue, continuando a lavorare nei suoi film, stavolta prodotti dai Reliance-Majestic Studios, tra cui il celebre kolossal epico Intolerance (1916), in cui appare brevemente come comparsa. È proprio durante questo periodo che si avvicinò per la prima volta alla regia, realizzando qualche pellicola, sempre per la Reliance-Majestic.
Nel giugno del 1915 si schianta con la sua automobile contro un treno in corsa. Accanto a lui in macchina c'erano gli attori Elmer Booth e George Siegmann. Booth rimane ucciso, mentre Siegmann e Browning riportano poche ma gravi lesioni, inclusa una grave frattura alla gamba destra di Browning. Durante la convalescenza Browning passa il tempo scrivendo sceneggiature, e non tornerà a lavorare nel cinema prima del 1917.

### Il periodo del muto
Il debutto di Browning con un lungometraggio avviene con Jim Bludso (1917), la storia del capitano di una nave che si sacrifica per salvare i passeggeri da un incendio. Sarà ben accolto. Nel 1917 Browning si sposta a New York, dove dirigerà due film per i Metro Studios: Peggy, the Will O' the Wisp e The Jury of Fate, entrambi interpretati da Mabel Taliaferro. L'anno seguente torna in California, dove dirigerà altri due film per la Metro, The Eyes of Mystery e Revenge.
Nell'estate del 1918 il regista lascia la Metro e si unisce alla Bluebird Productions, una filiale della Universal Pictures, dove avrebbe conosciuto il brillante produttore Irving Thalberg. Thalberg accoppia Browning con Lon Chaney, Sr. per la prima volta nel film La bestia nera (1919), un melodramma in cui Chaney interpreta un ladro che instrada alla malavita una povera ragazzina. La morte del padre fa entrare Browning in depressione, che lo spingerà a buttarsi nell'alcool. Viene licenziato dalla Universal e lasciato da sua moglie. Fortunatamente riuscirà a recuperare il rapporto con sua moglie, e si fa assumere dalla Metro-Goldwyn-Mayer. Il primo film che produce per la MGM, The Day of Faith, è un discreto successo, che lo fa tornare in vetta.
Thalberg, adesso produttore per la MGM, riunisce Browning e Lon Chaney in Il trio infernale (1925), la storia di tre circensi che inventano un piano per derubare gioielli usando dei travestimenti. L'esperienza di Browning col circo traspare nel suo comprensivo ritratto di questi "antieroi". La pellicola ottiene un così grande successo di pubblico e di critica, tanto che ne sarebbe stato fatto un remake nel 1930, come primo (e unico) film sonoro di Lon Chaney. Browning e Chaney si imbarcano in una serie di fortunate collaborazioni, inclusi Il corvo e Il capitano di Singapore. Lo sconosciuto (1927) è una toccante storia di amore e di "fenomeni da circo", che può essere considerato un precursore di Freaks. La loro ultima collaborazione sarà Vendetta d'oriente (1929), di cui oggi rimangono solo alcuni negativi. Il primo film sonoro di Browning è The Thirteenth Chair (1929), con Bela Lugosi, distribuito anche in versione muta.

### Il periodo sonoro
Dopo la morte di Chaney nel 1930, Browning viene scritturato dalla Universal Pictures per dirigere Dracula (1931), capolavoro del cinema horror. Nonostante Browning avesse voluto uno sconosciuto attore europeo per il ruolo del protagonista, le restrizioni del budget e l'interferenza dello Studio lo costringono a rivolgersi a un attore più noto, l'ungherese Bela Lugosi. Il film racconta la vicenda del celebre conte di Transilvania. Nonostante oggi il film sia ritenuto un "classico", alla sua uscita la Universal non è soddisfatta, anche se al botteghino ottiene buone accoglienze.
Tornato alla MGM, dopo aver diretto un melodramma sul pugilato, Iron Man (1931), comincia a lavorare sul suo capolavoro, Freaks (1932). Basato su un soggetto dello stesso sceneggiatore de Il trio infernale, il film comprende il bizzarro triangolo amoroso tra un nano danaroso, un'attraente e avida trapezista e un rude e forzuto circense, una storia di omicidio, e un patto di vendetta tra il nano e i suoi amici "freaks" (appunto "fenomeni da baraccone"). Il film, una cruda e al contempo toccante allegoria sul tema del "diverso", causa molto scalpore, portando addirittura al taglio di alcune scene, considerate "inquietanti", che riprendono i "freaks", che lo stesso Browning aveva preso da un vero circo. Il film è un flop al botteghino, e danneggerà notevolmente la carriera del suo regista.
Dopo essersi ripreso dagli attacchi e dai problemi causati da Freaks, Browning dirige una serie di scialbi melodrammi e film orrorifici. Nel 1936 torna al successo dirigendo un film a metà tra l'horror e la fantascienza, La bambola del diavolo, storia di un bancario (interpretato da Lionel Barrymore) che dopo essere stato incarcerato ingiustamente, riesce a evadere e grazie all'ipnosi si vendica di chi lo ha rovinato.
Il suo ultimo film è il giallo Miracles for Sale (1939).

### Gli anni del ritiro dalle scene
Dopo Miracles for Sale, Browning realizza alcune scenografie per la MGM. Nel 1942 lascia il cinema e si ritira a Malibù. Negli anni seguenti condurrà una vita talmente schiva che poco dopo la morte della moglie, avvenuta nel 1944, Variety avrebbe pubblicato accidentalmente un necrologio a suo nome. Alla fine degli anni cinquanta si ammala di cancro alla gola e viene operato. Alla morte del fratello, nel 1959, partecipa al funerale in una stanza privata, non lasciandosi avvicinare nemmeno dai familiari. Verrà trovato morto nel bagno della sua abitazione da alcuni amici il 6 ottobre 1962.

## Filmografia parziale

### Regista
- The Lucky Transfer - cortometraggio (1915)
- The Slave Girl (1915) - cortometraggio
- An Image of the Past (1915) - cortometraggio
- The Highbinders (1915) - cortometraggio
- The Story of a Story (1915) - cortometraggio
- The Spell of the Poppy (1915) - cortometraggio
- The Electric Alarm (1915) - cortometraggio
- The Living Death (1915) - cortometraggio
- The Burned Hand (1915) - cortometraggio
- The Woman from Warren's (1915) - cortometraggio
- Little Marie - cortometraggio (1915)
- The Fatal Glass of Beer (1916) - cortometraggio
- Everybody's Doing It (1916) - cortometraggio
- Puppets (1916) - cortometraggio
- Jim Bludso (1917) - perduto
- A Love Sublime (1917)
- Hands Up! (1917) - perduto
- Peggy, the Will O' the Wisp (1917)
- The Jury of Fate (1917)
- The Legion of Death (1918)
- The Eyes of Mystery (1918)
- Revenge (1918)
- Which Woman?, co-regia di Harry A. Pollard (1918)
- The Deciding Kiss (1918)
- The Brazen Beauty (1918)    - perduto
- Set Free (1918)
- La bestia nera (The Wicked Darling) (1919)
- The Exquisite Thief (1919)
- The Unpainted Woman (1919)
- The Petal on the Current (1919)
- Bonnie Bonnie Lassie (1919)
- Vergine d'Oriente (The Virgin of Stamboul) (1920)
- Il fuorilegge (Outside the Law) (1920)
- No Woman Knows (1921)
- The Wise Kid (1922)
- Man Under Cover (1922)
- Sotto due bandiere (Under Two Flags) (1922)
- Drifting (1923)
- The Day of Faith (1923)
- White Tiger (1923)
- The Dangerous Flirt (1924)
- Silk Stocking Sal (1924)
- Il trio infernale (The Unholy Three) (1925)
- The Mystic (1925)
- Dollar Down (1925)
- Il corvo (The Blackbird) (1926)
- Il capitano di Singapore (The Road to Mandalay) (1926)
- The Show (1927)
- Lo sconosciuto (The Unknown) (1927)
- Il fantasma del castello (London After Midnight) (1927) - perduto
- The Big City (1928)
- La serpe di Zanzibar (West of Zanzibar) (1928)
- Vendetta d'oriente (Where East Is East) (1929)
- The Thirteenth Chair (1929)
- Gli uomini della notte (1930)
- Dracula (1931)
- Iron Man (1931)
- Freaks (1932)
- Fast Workers (1933)
- Mark of the Vampire (1935)
- La bambola del diavolo (The Devil-Doll) (1936)
- Miracles for Sale (1939)

### Sceneggiatore
- Sunshine Dad, regia di Edward Dillon (1916)
- The Mystery of the Leaping Fish, regia di John Emerson - cortometraggio (1916)
- Intolerance, regia di David Wark Griffith (1916)
- Vergine d'Oriente (The Virgin of Stamboul) (1920), regia di Tod Browning (1920)
- Il capitano di Singapore (The Road to Mandalay), regia di Tod Browning (1926)

### Attore
- Ethel's Luncheon - cortometraggio (1909)
- Scenting a Terrible Crime, regia di Edward Dillon - cortometraggio (1913)
- A Fallen Hero, regia di Edward Dillon - cortometraggio (1913)
- Bill Joins the Band, regia di Edward Dillon (1913)

- An Interrupted Séance - cortometraggio (1914)
- After Her Dough - cortometraggio (1914)
- Victims of Speed - cortometraggio (1914)
- The Fatal Dress Suit  - cortometraggio (1914)

- Izzy and the Bandit, regia di Edward Dillon - cortometraggio (1914)
- Wrong All Around, regia di Edward Dillon (1914)
- How Bill Squared It with His Boss, regia di Edward Dillon (1914)
- The Mother and the Law di D.W. Griffith (1919)